# Vohilaid
Vohilaid est une petite  est une île du golfe de Riga  appartenant à l'Estonie.

## Description
Vohilaid a une superficie d'environ 416 hectares et son point culminant est à 10 m d'altitude. Vohilaid est à 300 m à l'est de Hiiumaa et fait partie de la commune de Pühalepa. Vohilaid est évoquée dans des  chroniques en 1586. L'île est inhabitée depuis la Seconde Guerre mondiale et de nos jours elle sert de pâturages.